# A Night with...
A Night with... è stato un programma televisivo italiano di genere musicale, dedicato alle monografie degli artisti nazionali ed internazionali. È andato in onda tra il 2006 e il 2007 su MTV, condotto nelle prime edizioni da Paola Maugeri e successivamente da Carolina Di Domenico. Il programma proponeva interviste esclusive agli artisti e filmati contenenti suoi videoclip ed esibizioni live.

## Artisti delle varie edizioni

### 2006
L'edizione del 2006 è partita il 18 settembre ed è terminata il 6 novembre. L'autore di questa stagione stato Gianni Sibilla.
| Data         | Artista                   |
| settembre    |                           |
| ------------ | ------------------------- |
| 18 settembre | Red Hot Chili Peppers     |
| 25 settembre | Shakira                   |
| ottobre      |                           |
| 2 ottobre    | Vasco Rossi               |
| 9 ottobre    | Coldplay                  |
| 16 ottobre   | Bob Marley                |
| 23 ottobre   | Tiziano Ferro             |
| 30 ottobre   | Prince                    |
| novembre     |                           |
| 13 novembre  | Queen                     |
| 27 novembre  | Puntata Extra con Ligabue |

### 2007
L'edizione del 2007 è partita il 5 marzo ed è terminata il 16 aprile. L'autore di questa stagione è stato Fabrizio Galassi.
| Data      | Artista            |
| marzo     |                    |
| --------- | ------------------ |
| 5 marzo   | Nirvana            |
| 12 marzo  | Christina Aguilera |
| 19 marzo  | Muse               |
| 26 marzo  | Beyoncé            |
| aprile    |                    |
| 2 aprile  | Radiohead          |
| 9 aprile  | Elisa              |
| 16 aprile | Guns N' Roses      |
| 24 aprile | Linkin Park        |